# ジョシュア・ブルックス

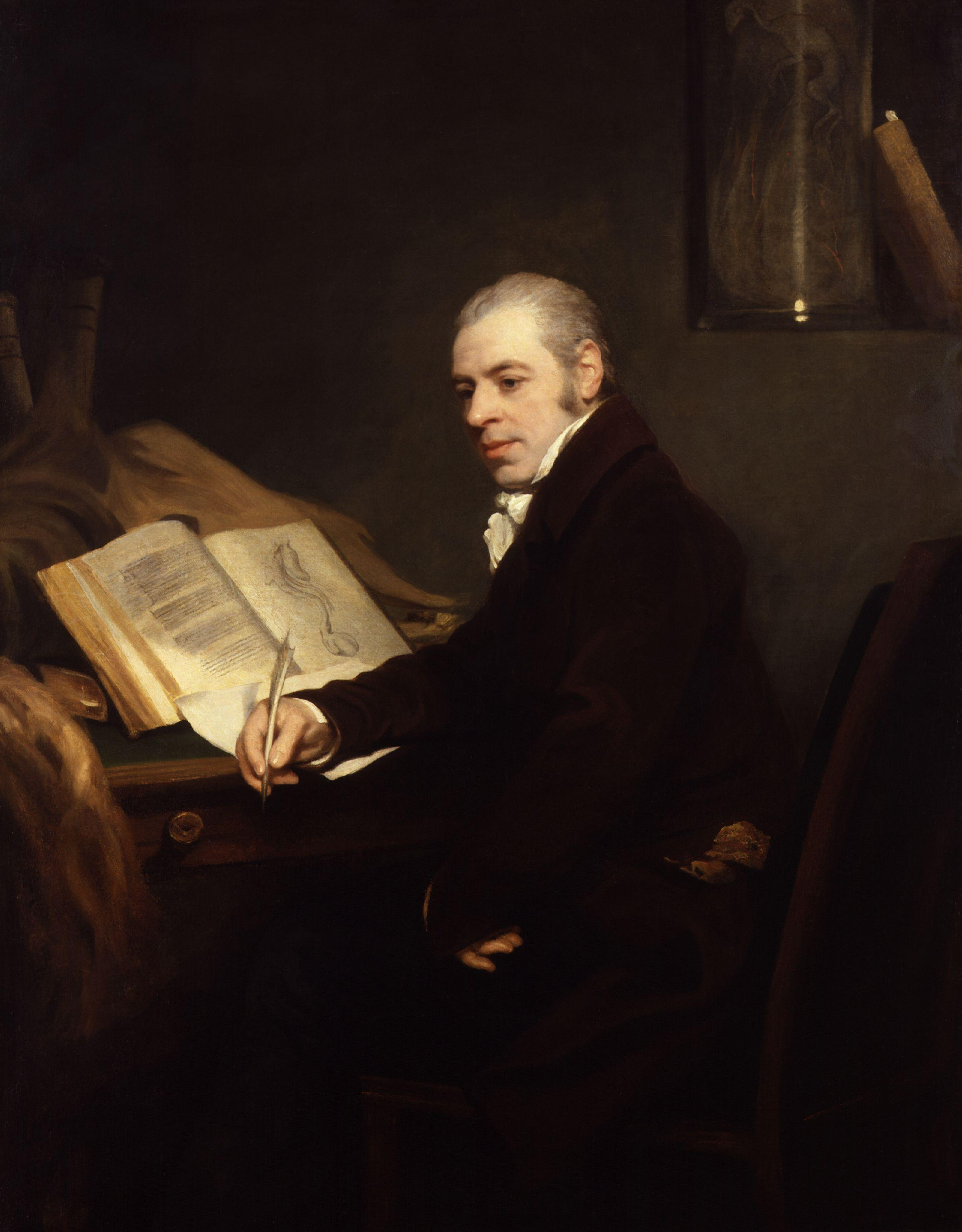
ジョシュア・ブルックス
(画)Thomas Phillips

ジョシュア・ブルックス（Joshua Brookes、1761年11月24日 - 1833年1月10日）はイギリスの解剖学者、比較解剖学者である。

## 略歴
16歳からファルコナー(Magnus Falconer)のもとで、解剖学を学びはじめ、ロンドンの有名な解剖学者、ジョン・ハンターやウィリアム・ヒュースン、ジョン・シェルドンらのもとで外科学を学んだ。その後、パリの オテル＝デュー病院で、アントワーヌ・ポルタル(Antoine Portal)らの有名な外科医のもとで学んだ。ロンドンで40年間に渡り、解剖学を教えた。解剖学の他に博物学に興味を持ち個人博物館、Brookesian Museum of Comparative Anatomyを開いた。ネコ科のチーター属(Acinonyx)はブルックスが作った。1819年に王立協会フェロー、ロンドン・リンネ協会のフェローに選ばれた。
イギリスの動物学者、ジョン・エドワード・グレイによってカメレオン科の属名、Brookesia に献名された。

## 著作
- Lectures on the Anatomy of the Ostrich (The Lancet, vol. xii.);
- Brookesian Museum, 1827;
- Catalogue of Zootomical Collection, 1828;
- Address to the Zoological Club of the Linnean Society, 1828;
- Thoughts on Cholera, 1831, proposing hygienic and sanitary precautions; and
- a description of a new genus of Rodentia (Trans. Linn. Soc., 1829).